# Sheffield F.C.
Sheffield F.C. (Sheffield Football Club), najstariji nogometni klub na svijetu osnovan 24. listopada 1857. godine. Osnovala su ga dva igrača kriketa Nathaniel Creswick i trgovac vinom, William Prest u engleskom gradu Sheffield u grofoviji South Yorkshire. 
Njegov prvi stalni stadion Coach & Horses stadium danas se nalazi u Dronfieldu, gradiću između Chesterfielda i Sheffield. Najpoznatiji igrači bili su mu Charles Clegg, John Owen i John Hudson.

## Galerija
- Momčad 1890.